# أليساندرو باربيرو
أليساندرو باربيرو (بالإيطالية: Alessandro Barbero) كاتب ومؤلف وأكاديمي ايطالي مختص بتاريخ العصور الوسطى والتاريخ العسكري.
ولد اليساندرو في عام 1959 في مدينة تورينو في شمال إيطاليا، اظهر اليساندو منذ صغره اهتمامه وشغفه بمادة التاريخ، التحق اليساندرو بجامعة تورينو وتخرج بشهادة في الأداب.
بدأ اليساندرو حياته الإعلامية بظهوره في برنامج super quark مع بيرو أنجيلا علي قناة rai 1. اشترك اليساندرو في احتفال سارزانا في سنة 2007، وهو احتفال ثقافي يتم كل عام، ويقدم فيه ثلاث دورات مختلفة.
كتب اليسانرو العديد من الكتب والروايات وفاز بجائزة ستريجا وهي جائزة أدبية تقدم لأفضل كاتب في عام 1996 علي رواية «حياة جميلة وحروب الغير».
اليساندرو باربيرو اشتهر بأسلوبه البسيط الرائع في رواية الأحداث، لهذا اشتهرت دروسه ودوراته سريعا علي اليوتيوب بين الإيطاليين.

## وصلات خارجية
- أليساندرو باربيرو على موقع IMDb (الإنجليزية)
- أليساندرو باربيرو على موقع روتن توميتوز (الإنجليزية)
- أليساندرو باربيرو على موقع ديسكوغز (الإنجليزية)